# Hiss

Hissymbol.

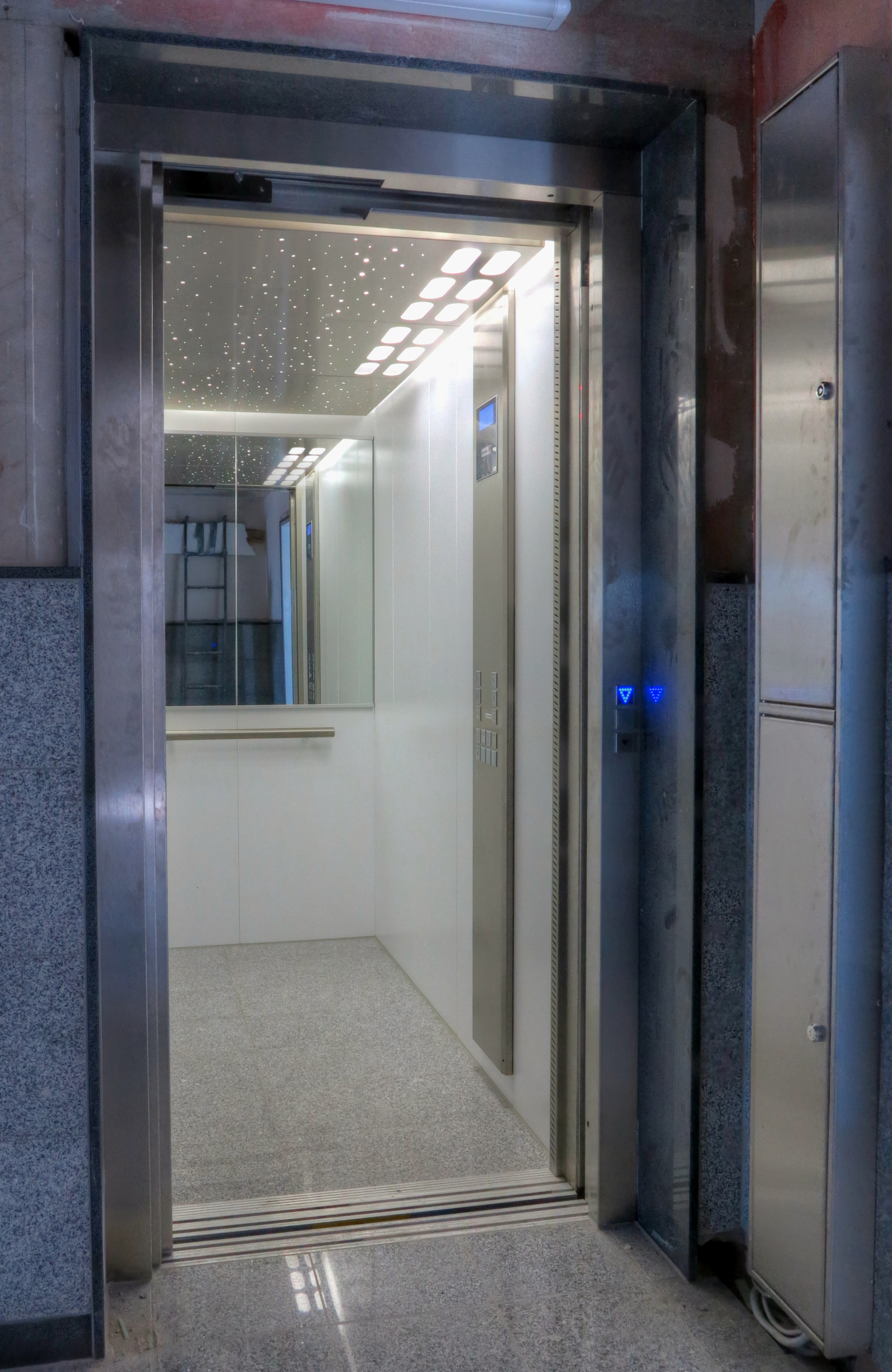
En vanlig hiss 2012, med dörren öppen.

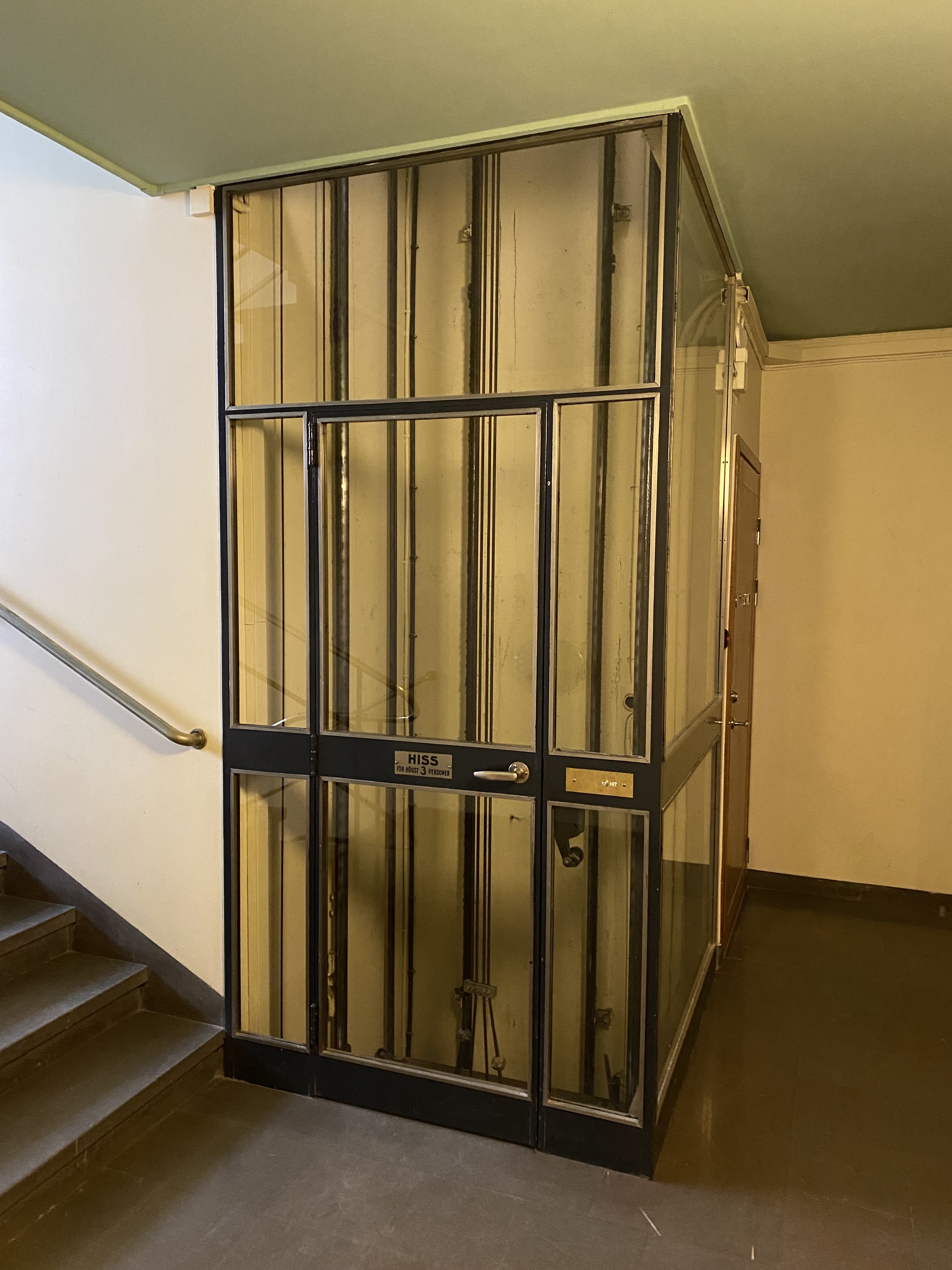
En hiss i ett funkishus i Stockholm.

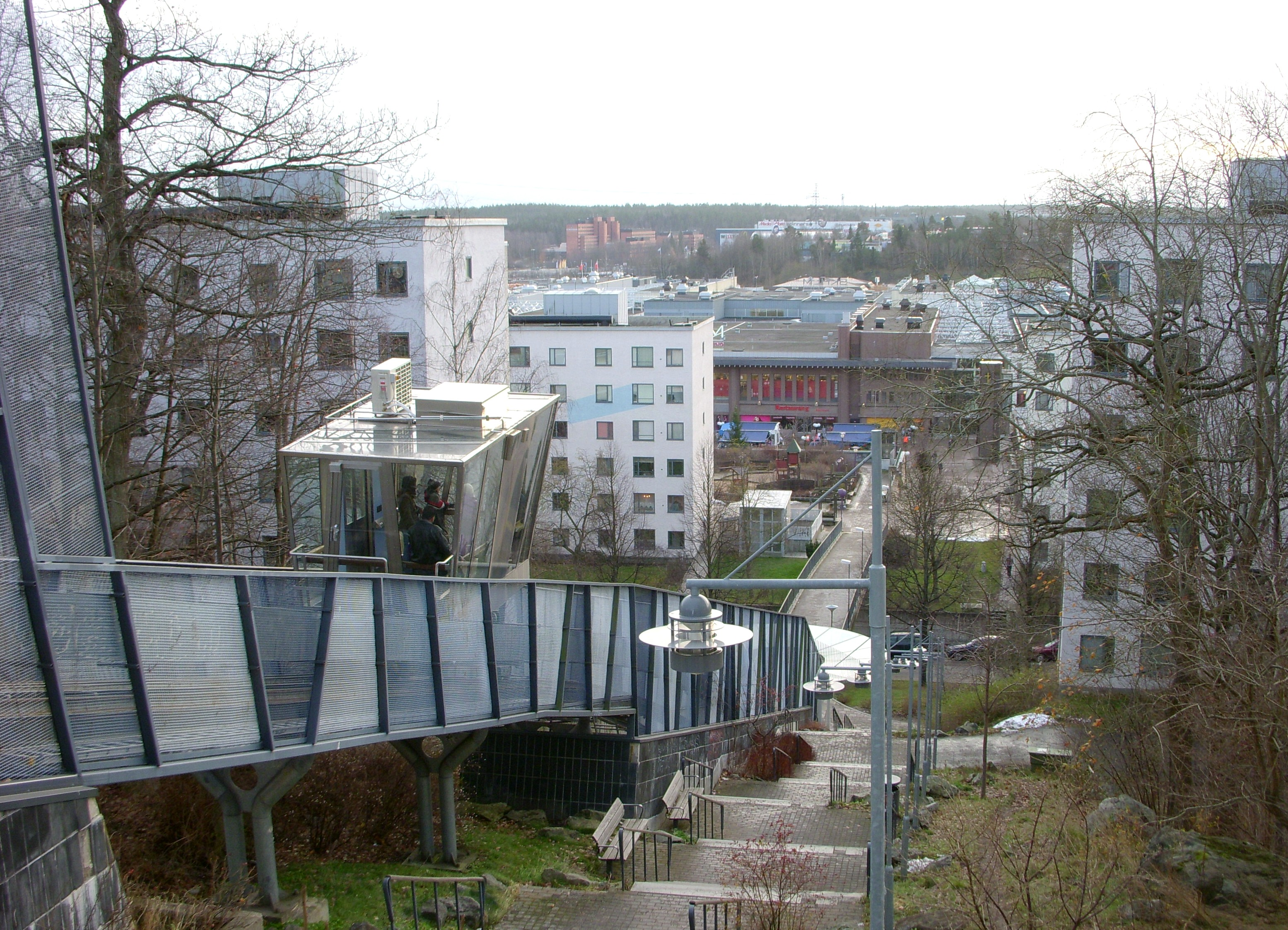
Skärholmens bergbana 2008.

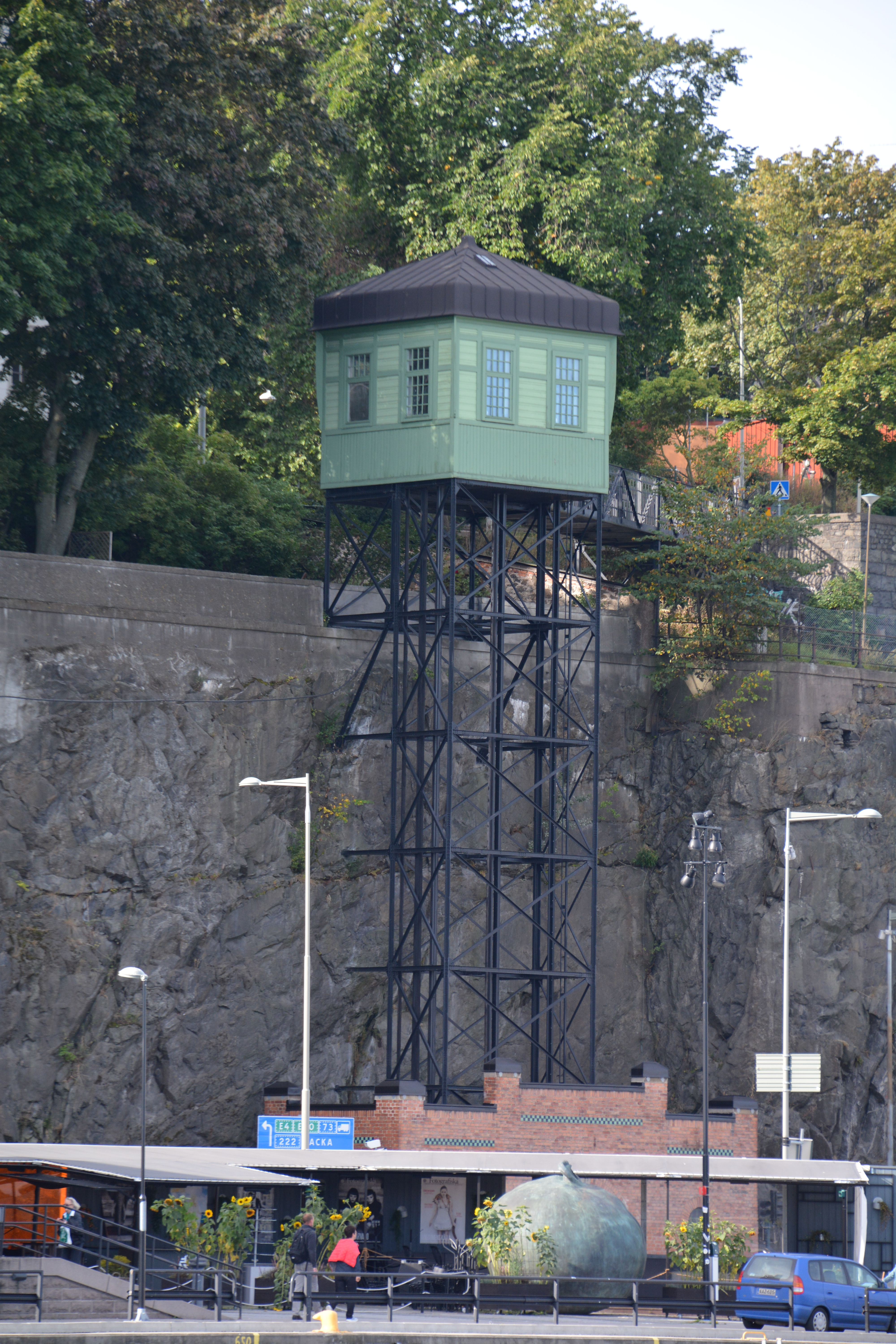
Stadsgårdshissen i Stockholm.

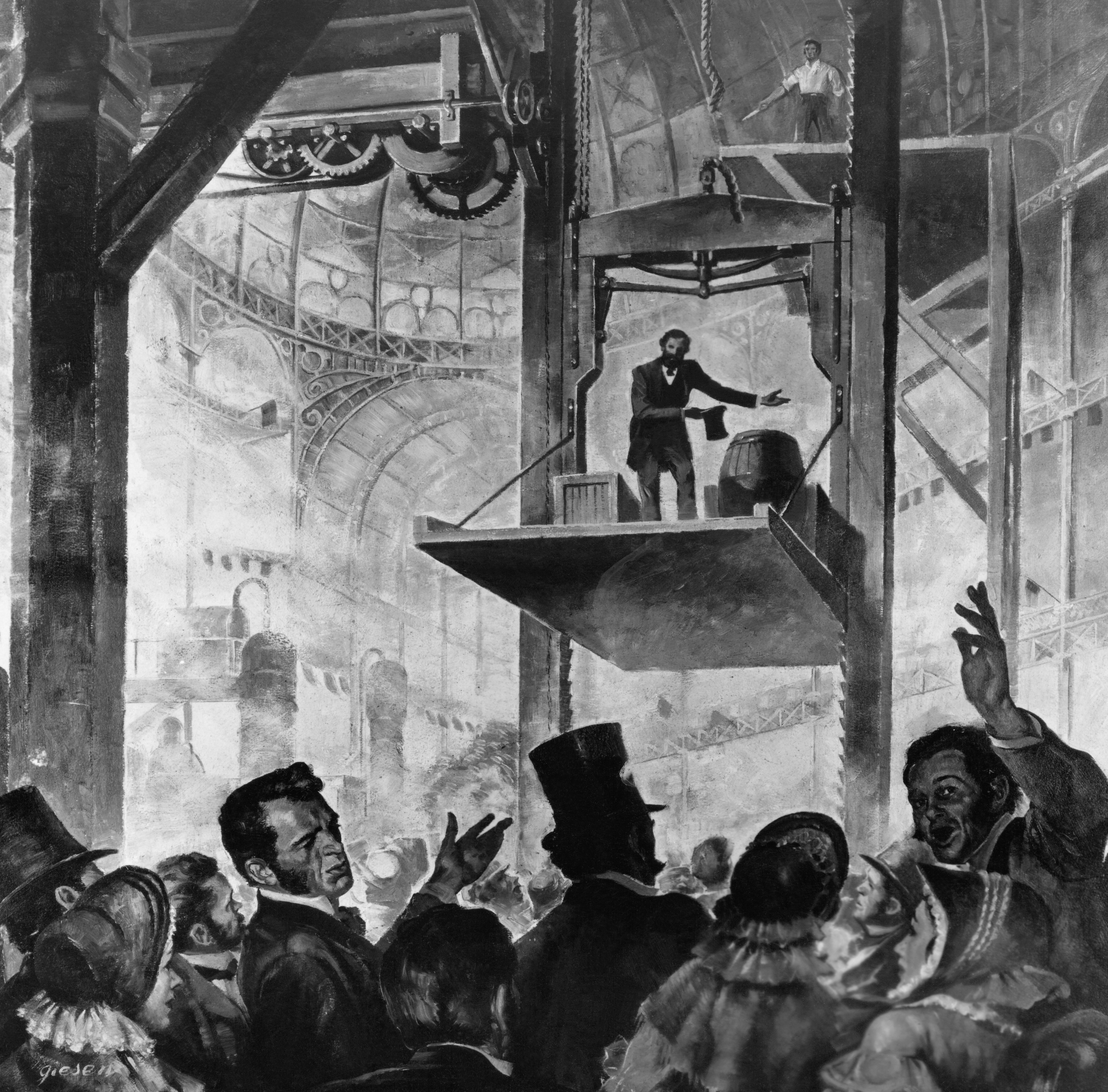
I Kristallpalatset demonstrerade Elisha Otis 1854 sin fallbroms för hissar, denna uppfinning banade väg för byggandet av skyskrapor.

En hiss är ett transportmedel för personer eller varor, oftast mellan våningsplan i byggnader. Hissar kan använda sig av stålvajrar, eller numera också gummiremmar med stålkärnor, och en elmotor som lyfter och sänker hissen, alternativt en hydraulcylinder som lyfter och sänker hissen genom att kolven pressas ut och dras ihop av ett hydraulaggregat.
Hissarnas viktigaste säkerhetssystem uppfanns av Elisha Otis och visades på världsutställningen 1853. Systemet revolutionerade hissmarknaden, eftersom det var förenat med stor risk att färdas i hissar. Otis uppfinning förhindrade hissarna från att gå med överhastighet nedåt vid till exempel ett brott på de bärande linorna eller andra mekaniska fel som kan orsaka fritt fall. I princip alla moderna hissar använder fortfarande fångapparater av olika slag för att säkerställa säkerhet.

## Konstruktion

### Hissar med och utan motvikt
De flesta hissar har en motvikt så att motorn inte behöver lyfta så hög vikt. Balanseringen motsvarar ofta halv last plus korgvikten för att få högsta möjliga lyftkraft med minsta möjliga genomsnittliga energiförbrukning. På detta vis behöver motorn i snitt inte lyfta mer än halv last oavsett färdriktning. Hissar med motvikt är att föredra ur komfort- och energisynpunkt, men ibland går det inte att få plats med en hiss med motvikt. I dessa fastigheter kan det istället gå att få in andra hissmodeller.
Alternativen till hissar med motvikt är följande: Motviktlös hissmaskin där linorna (vajrarna) lindas upp på en lintrumma, hydraulhiss där korgen lyfts med hjälp av en hydraulcylinder som står på gropbotten, kedjedriven hiss där korgen "klättar" på kedjor eller kuggstång i schaktet samt skruvhissen där korgen "skruvas" upp och ned med hjälp av en mutter monterad i schaktet som drivs av en motor monterad på korgen/plattformen.

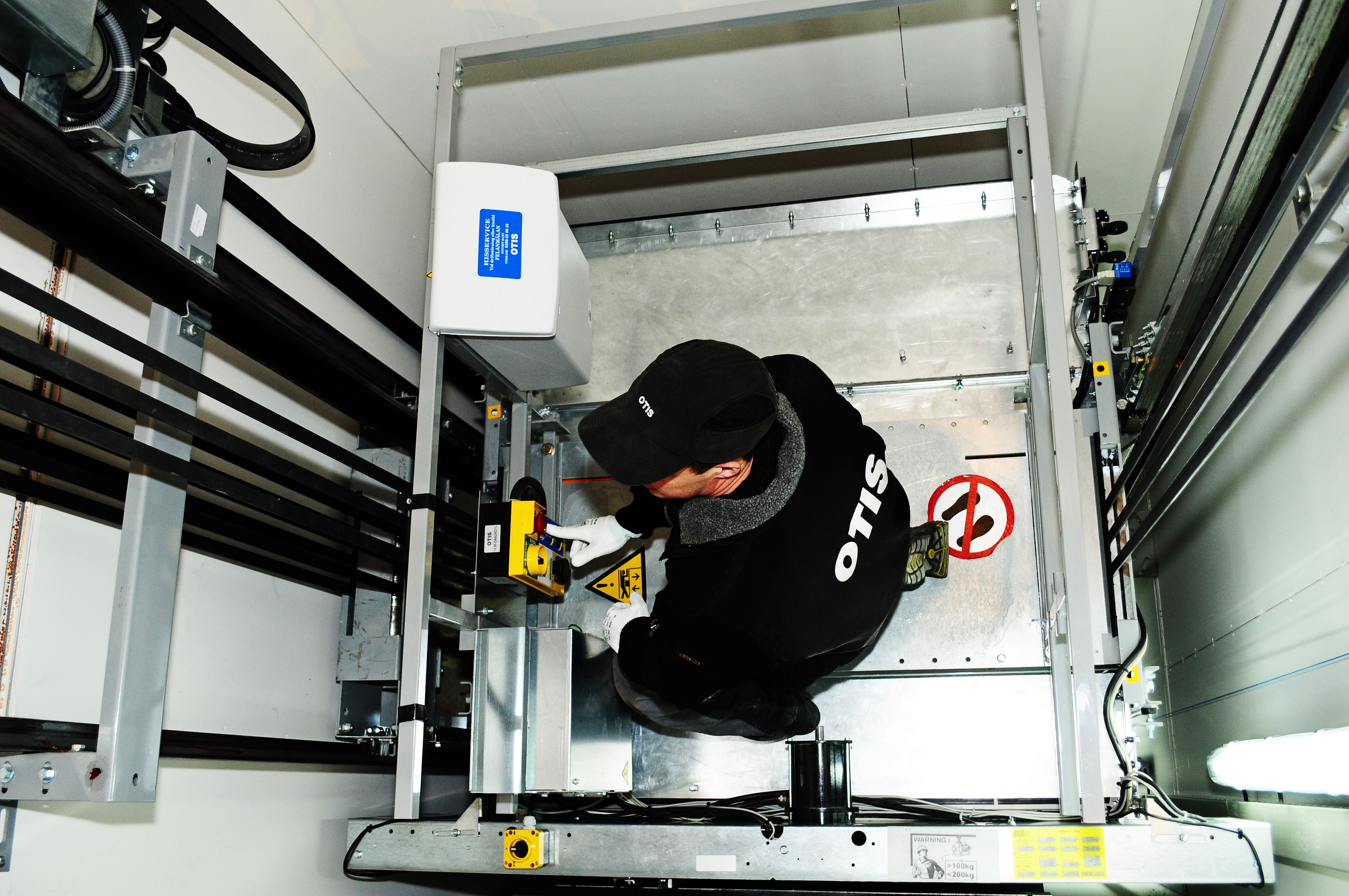
En GEN2 Comfort Hiss (Takvy).

### Hisskorg och dörrar
De flesta hissar har en enda korg per hisschakt och dubbla dörrar eller grindar (en ytterdörr per våning och vanligen också en inre dörr som följer med korgen), men det finns även dörrlösa hissar, så kallade paternosterhissar (uppkallade efter de radband som katoliker använder för bönen Fader vår, pater noster) där sammanlänkade hisskorgar kontinuerligt rör sig längs ett transportband upp genom ett schakt och ner genom ett annat, och där man får hoppa på och av i farten. Det finns också tvåvåningskorgar, för mycket höga byggnader, vilket höjer kapaciteten per schakt mycket kraftigt.

### Ej vertikala hissar
Hissar är vanligen vertikala, men det finns också snedbanehissar, till exempel Skärholmens bergbana eller i Stockholms tunnelbana, där det finns hissar som går parallellt med rulltrapporna och därför går på snedden (ett mellanting mellan hiss och bergbana). I Göteborg finns en sådan hiss i Hammarkullens spårvagnsstation och en på Universeum (stängd för ombyggnation 2022–2023). I Malmö finns det sådana hissar i citytunnelstationen Triangeln.

### Användningsområden

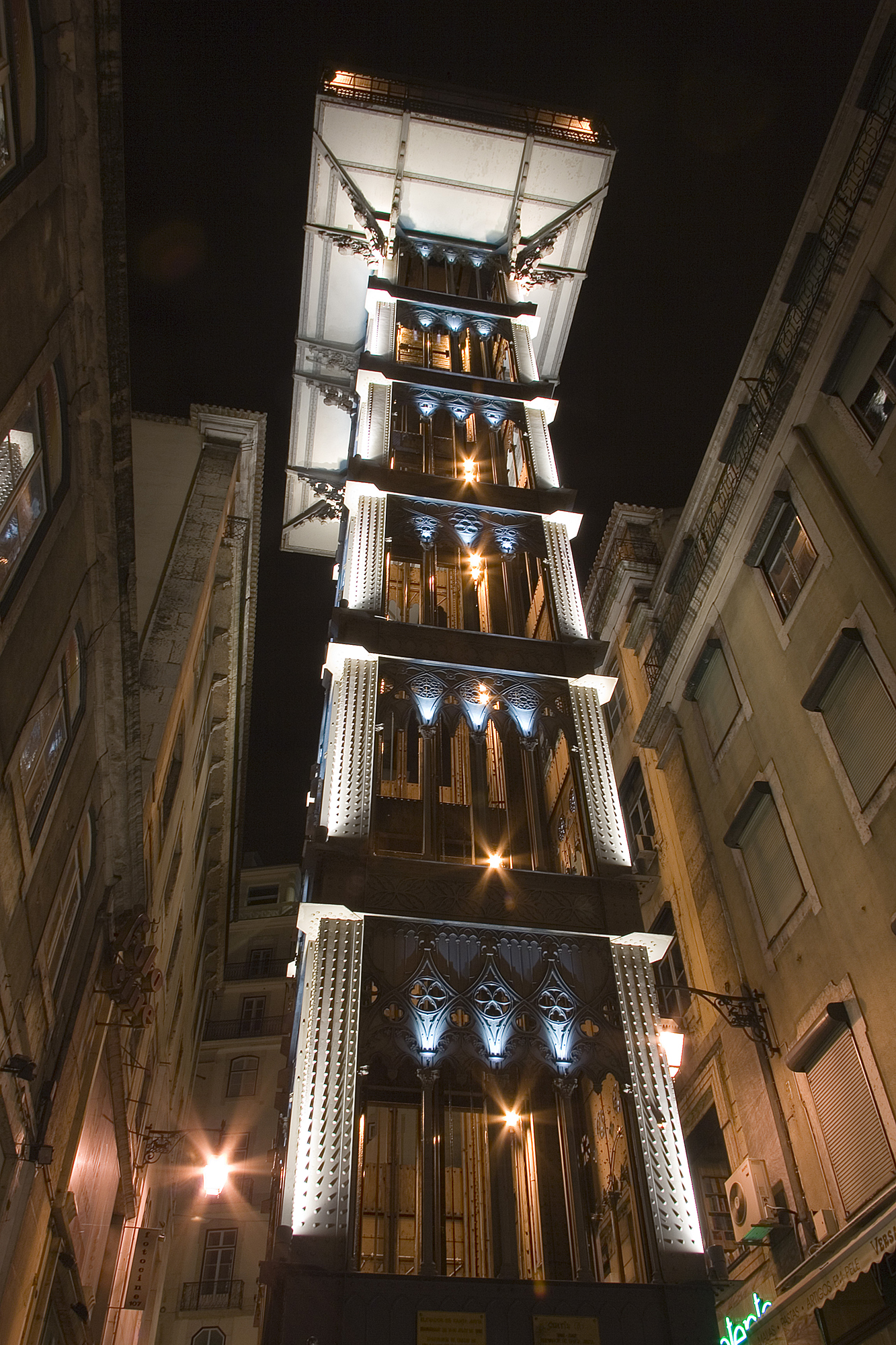
Elevador de Santa Justa i Lissabon.

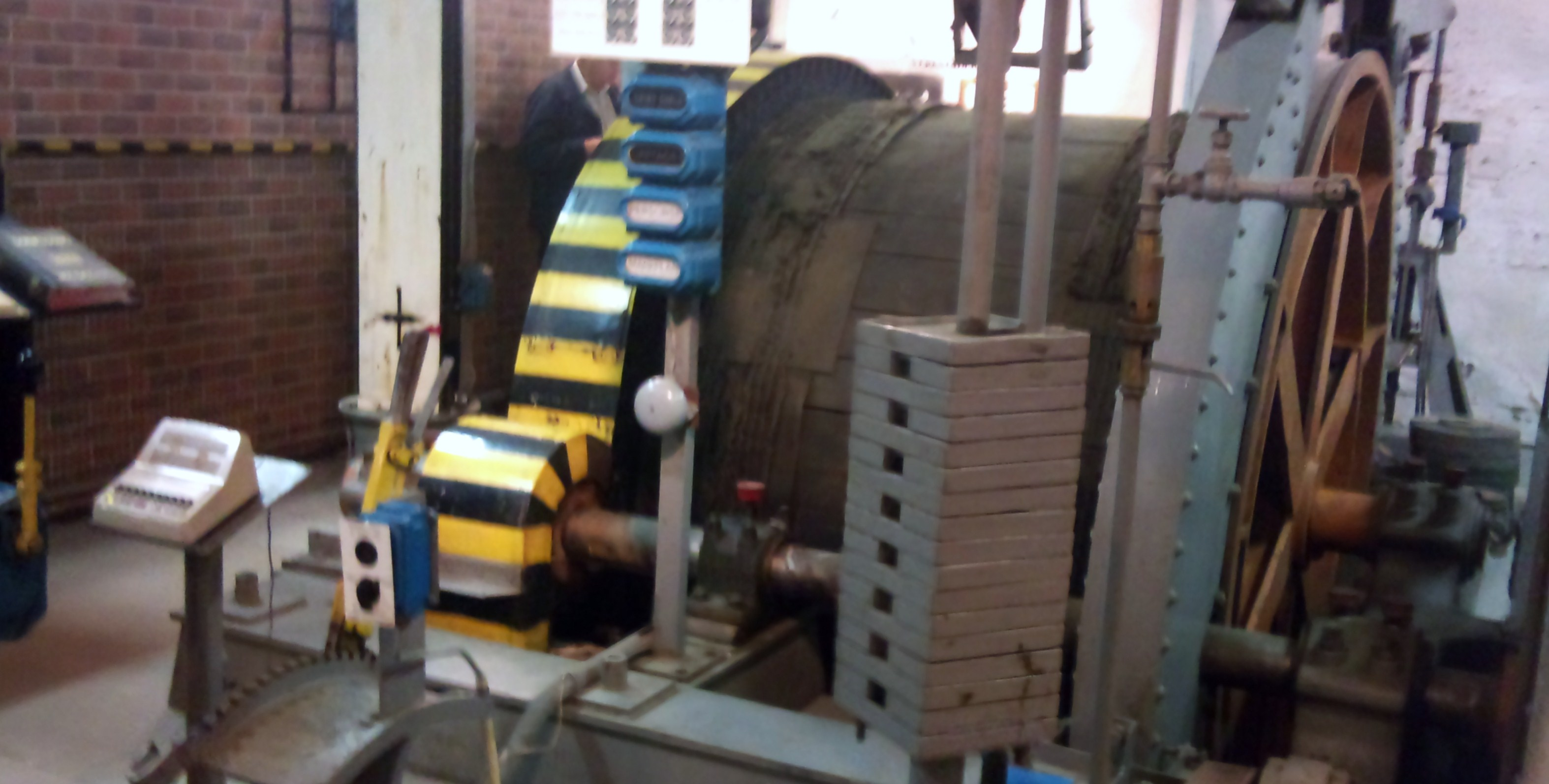
En gruvhiss.

- Personhiss
- Bostadshiss
- Varuhiss
- Lasthiss
- Sänghiss
- Bilhiss
- Småvaruhiss
- Lågfartshiss
- Plattformshiss
- Bygghissar
- Industrihissar

### Hisstyper
Olika hisstyper:
- Hydraulisk
- Linhydraulisk
- Inground-hydraulisk (Cylindern sitter centrerad under korgen i ett borrhål ned under schaktgropen, ej så vanlig i Sverige men förekommer på några ställen)
- Linhiss
- MRL (MRL=Maskinrumslös) linhiss
- Kedjedriven hiss
- Paternoster-hiss
- Plattformshiss
- Skruvdriven hiss
- Kuggstång

## Sabbatsinställning
I Israel, samt på andra platser där det finns många judar eller som tillfälligt tar emot många judar finns det hissar som ställs in för konstant drift under sabbaten. För att hedra vilodagen är det inte tillåtet inom judendomen att bryta elektriska kretsar. Hissen går därför konstant mellan varje våningsplan och öppnar dörrarna där. För att spara tid för användare som ska högt upp i en hög byggnad kan hissarna gå till vartannat våningsplan, till exempel udda nummer på väg upp och jämna nummer på väg ned. Israel har lagstadgat att byggnader med mer än en hiss också ska ha minst en hiss som har den funktionaliteten.

## Säkerhet

### Sverige
Den 1 januari 2007 började Boverkets nyare föreskrift (BFS 2006:26 H10) gälla, denna nya föreskrift styr vilka säkerhetshöjande ingrepp som måste utföras på en hiss (se kapitel 2, §1 i BFS 2006:26 H10) vid förändring eller byte av: "hissens styrsystem", "apparatskåp", "hissmaskin", "vid byte eller förändring av hisskorgens inredning" samt vid "byte av hela hisskorgen".
Några viktiga delar som skall finnas på hissar efter förändringar enligt ovan är: Tät korgdörr i korgöppningen (säkerhetsljusridå kategori 2 kan godkännas om det är tekniskt omöjligt att montera en tät korgdörr), knappar som kvitterar tryck med både ljud och ljus, våningsvisare som visar våningen och samtidigt akustiskt anger vilken våning hissen är på, nödtelefon, och den del som oftast kostar mycket pengar: fysiskt eller simulerat räddningsutrymme ovan korgtak, samt i hissgropen.
Kraven i denna föreskrift har gjort att ombyggnadskostnaden på befintliga hissar nästan fördubblades över natten mellan 2006 och 2007.
Boverket har nyligen 2012 släppt en ny föreskrift, H14, som ger fastighetsägaren ökade möjligheter att göra avsteg från bland annat korgdörrskravet.

#### Olyckor och olycksrisk
År 2019 rapporterades 210 tillbud och olyckor med hissar i Sverige. Då fanns det 126 000 hissar i landet. Många olycksdrabbade under 2010-talet var barn och hissarbetare.
Nyare hissar i flerbostadshus har omfattande säkerhetsfunktioner som ska minimera risken för olyckor. Äldre hissar omfattas inte samma säkerhetskrav förrän hissarna förnyas. År 2019 hade var femte hiss i Sverige säkerhetsbrister. En bidragande orsak var den höga andelen gamla hissar.  Fastighetsägaren har ansvar för att en hiss åtgärdas och kan bli skadeskyldig om en hissolycka inträffar. Branschorganisationen Hissförbundet anser att hissar även bör vara utrustade med nödtelefon som har tvåvägskommunikation.
Bland de vanligaste hissfelen är att hissen antingen fastnar eller att hissdörrarna krånglar. Det kan vara att någon fastnar med kläder, klämmer sig eller snubblar i dörrarna. De allvarligaste olyckorna är särskilt när någon blivit fastklämd medan hissen rört sig eller där någon ramlat ner i hisschaktet.

## Hissföretag
Exempel på hisstillverkare och reservdelsleverantörer:
- ASEA-Graham
- DEVE
- Graham Brothers
- Hvilans Mekaniska Verkstad
- Järnhs Elektriska AB
- Kone
- Luth & Rosén
- Otis
- Schindler
- Siemens
- TKE (tidigare ThyssenKrupp)